# تجمع غربون (زمنخ ومنوخ)

تعديل مصدري - تعديل

تجمع غربون هي إحدى قرى عزلة زمنح ومنوخ بمديرية زمنخ ومنوخ التابعة لمحافظة حضرموت، بلغ تعداد سكانها 71 نسمة حسب تعداد اليمن لعام 2004.